# Cordyla parvipalpis
Cordyla parvipalpis är en tvåvingeart som beskrevs av Edwards 1925. Cordyla parvipalpis ingår i släktet Cordyla och familjen svampmyggor. Arten är reproducerande i Sverige. Inga underarter finns listade i Catalogue of Life.